# اولیور آربلستر
اولیور آربلستر (انگلیسی: Oliver Arblaster؛ زادهٔ ۵ مهٔ ۲۰۰۴) بازیکن فوتبال است.
وی همچنین در تیم ملی فوتبال زیر ۱۸ سال انگلستان بازی کرده‌است.